# Volker Anding (Diplomat)
Volker Anding (* 12. August 1942 in Zwickau; † 28. Oktober 2024 in Miami) war ein deutscher Botschafter.

## Leben
Er studierte Rechtswissenschaft an den Universitäten Marburg und Freiburg im Breisgau und absolvierte 1969 das erste juristische Staatsexamen, 1971 trat er in den auswärtigen Dienst. 1973 promovierte er an der Universität Marburg zum Doktor der Politikwissenschaft. Von 1976 bis 1979 war er bei der Vertretung der Bundesregierung bei der NATO in Brüssel tätig, 1979 bis 1982 in der Rechtsabteilung des Auswärtigen Amts in Bonn, 1982 bis 1984 stellvertretender Botschafter im Senegal. 1984 bis 1985 war er Referent am East-West Security Studies Institute (EWI) in New York. Von 1986 bis 1990 war er Europareferent des Bundeskanzleramtes. Von 1990 bis 1993 war er stellvertretender Generalkonsul in San Francisco. Anschließend vertrat er bis 1996 als Botschafter in Panama. Nach einem Jahr am Royal College of Defense Studies in London war er 1998 bis 2001 als Leiter des Referats Verfassungs- und Verwaltungsrecht im Auswärtigen Amt eingesetzt. Von 2001 bis 2004 war Anding Generalkonsul in Miami und anschließend Botschafter in Uruguay. Im Jahr 2007 trat er in den Ruhestand.